# Husatjärnen
Husatjärnen är en sjö i Bollebygds kommun i Västergötland och ingår i Rolfsåns huvudavrinningsområde.